# Arda Turan
Arda Turan (* 30. ledna 1987 Istanbul) je bývalý turecký profesionální fotbalista, který hrával na pozici křídelníka či ofensivního záložníka. Svoji hráčskou kariéru ukončil v září 2022, a to v tureckém klubu Galatasaray SK. Mezi lety 2006 a 2017 odehrál také 100 utkání v dresu turecké reprezentace, ve kterých vstřelil 16 branek.
Mimo Turecko působil ve Španělsku.
Jeho fotbalovým idolem je anglický záložník Steven Gerrard.

## Klubová kariéra

### Galatasaray SK
S Galatasarayem Istanbul se stal jednou mistrem Turecka (2007/2008) a jednou získal turecký pohár (2004/2005).

### Atlético Madrid
V srpnu 2011 přestoupil za 12 milionů eur do španělského Atlética Madrid, tehdy to byla společně s bonusy rekordní suma za přestup tureckého hráče.
S Atléticem Madrid vyhrál v sezóně 2011/2012 Evropskou ligu a následně i Superpohár UEFA, dále získal španělský pohár (2012/2013) a jako první Turek i titul v Primera División (2013/2014).

### FC Barcelona
V červenci 2015 se Atlético dohodlo s FC Barcelona na jeho prodeji za 29 milionů liber, k soutěžnímu zápasu za katalánský tým však může nastoupit až v lednu 2016, neboť Barcelona měla do konce roku 2015 zablokovány přestupy.

### Návrat do Galatasaraye
Na začátku srpna 2020 se 33letý Turan upsal istanbulskému klubu Galatasaray, za nějž nastupoval devět let zpátky. V klubu podepsal smlouvu na jeden rok. V září 2020 se pak u něj objevily příznaky nemoci covid-19, avšak následně provedený PCR test měl negativní. Turan i přes to vynechal nadcházející kvalifikační utkání Evropské ligy proti Rangers FC.
V létě 2022 turecký klub opustil a 12. září téhož roku, se rozhodl ukončit aktivní kariéru.

## Reprezentační kariéra
Arda Turan nastupoval za turecké mládežnické výběry od kategorie do 16 let.
V A-týmu Turecka debutoval 16. 8. 2006 v přátelském utkání s Lucemburskem (výhra 1:0).
S tureckou reprezentací získal bronzovou medaili na evropském šampionátu roku 2008 v Rakousku a Švýcarsku.